# جيفة

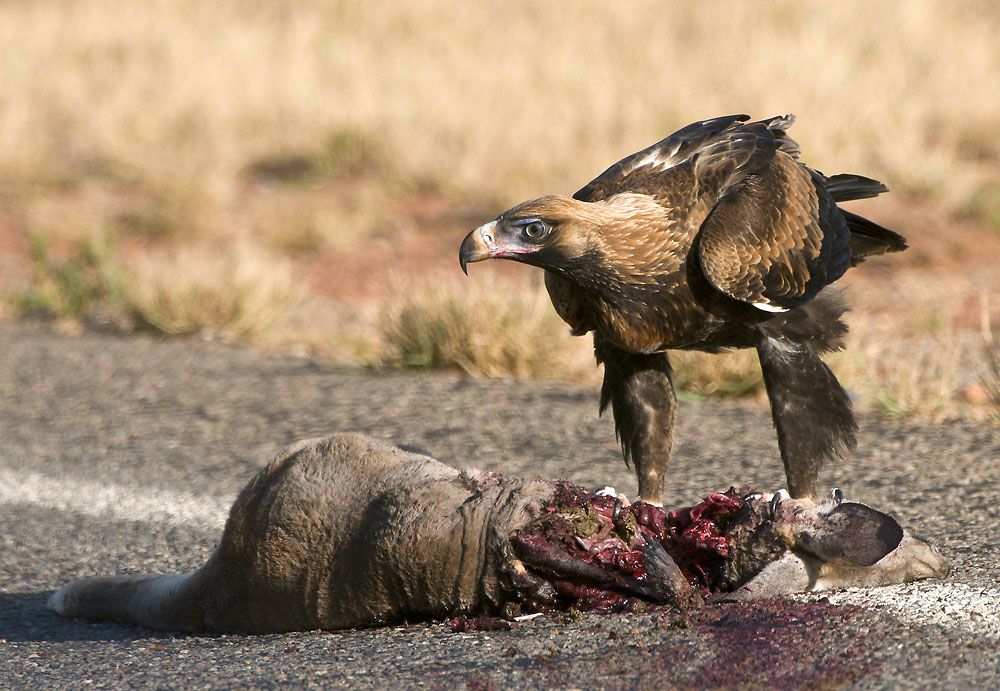
عقاب يلتهم جيفة في منطقة بيلبارا غربي أستراليا

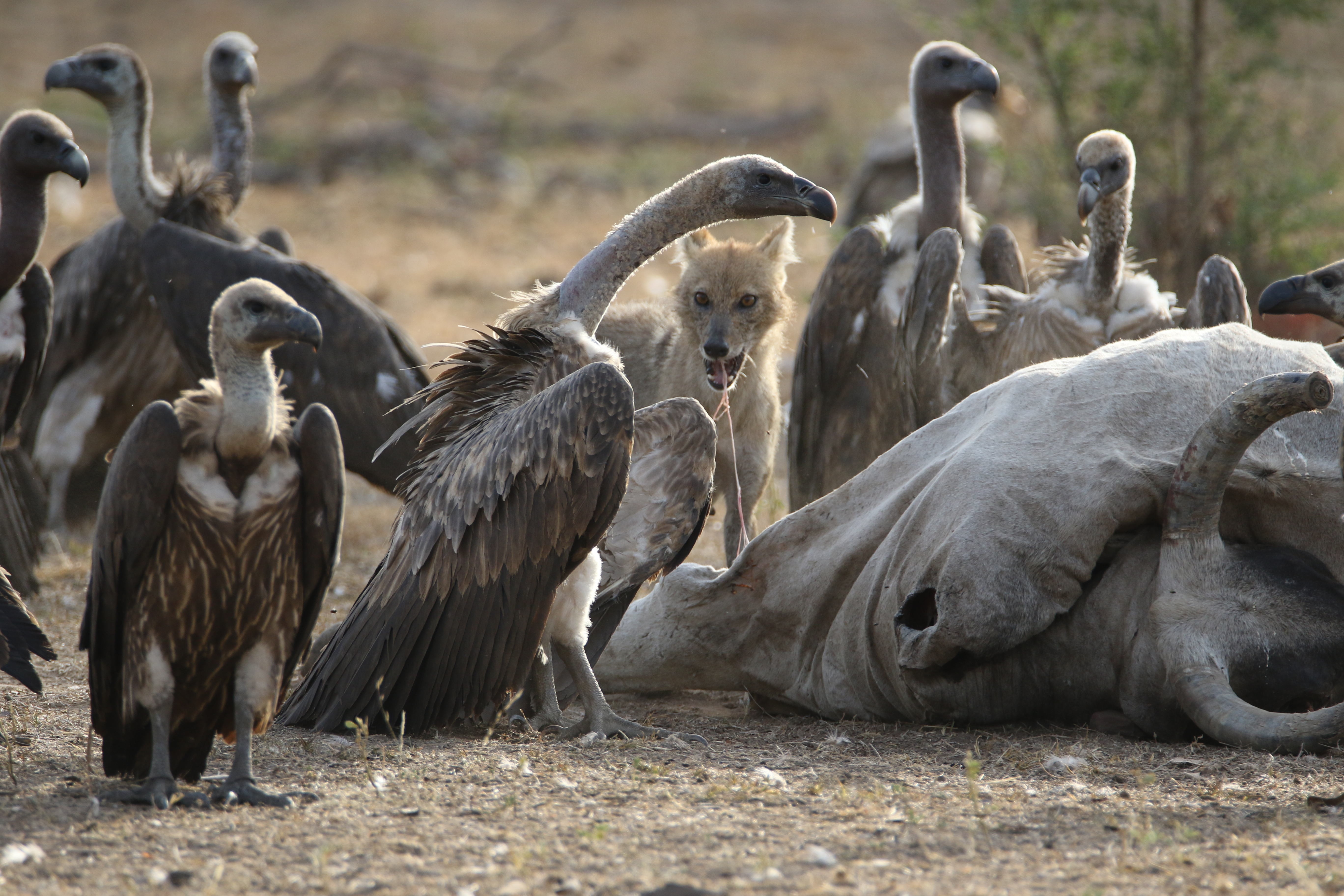
نسور وابن آوى تأكل جيفة معاً

الجيفة هو ذلك الجسم الحيوي الميت والذي قد يكون بدأ في التحلل والتفسخ. يعتبر الجيف مصدرًا غذائيًا مهمًا للحيوانات آكلة اللحوم في معظم النظم البيئية. تشمل الأمثلة على أكلة الجيف النسور، والكندور والصقور والعقاب الضباع وحيوان أبوسوم فرجينيا ودبب شياطين تسمانيا وذئب البراري وسحلة تنانين كومودو والعديد من اللافقاريات مثل حشرات الدرقيات والخنافس، وكذلك اليرقات من الذباب،وغيرها.